# 5093 Svirelia
5093 Svirelia eller 1982 TG1 är en asteroid i huvudbältet som upptäcktes den 14 oktober 1982 av den rysk-sovjetiska astronomen Ljudmila Karatjkina vid Krims astrofysiska observatorium på Krim. Den är uppkallad efter ryskan Else Gustavovna Sviridova (född Klazer), hustru till den ryske kompositören Georgij Sviridov.
Asteroiden har en diameter på ungefär sju kilometer och tillhör asteroidgruppen Eunomia.